# Myxexoristops blondell
Myxexoristops blondell är en tvåvingeart som först beskrevs av Robineau-desvoidy 1830.  Myxexoristops blondell ingår i släktet Myxexoristops och familjen parasitflugor. Inga underarter finns listade i Catalogue of Life.